# Aleja Wolności w Częstochowie
Aleja Wolności (na początku XX wieku Teatralna) – jedna z głównych ulic w śródmieściu Częstochowy, rozciąga się pomiędzy Rondem Mickiewicza, a Alejami.
Aleja Wolności spełnia głównie funkcje handlowe, znajdują się tu głównie budynki centrów handlowych i drobne sklepy. Przy Alei znajduje się Dworzec PKP oraz Dworzec PKS, tu zlokalizowany jest także Dom Biegańskiego pod numerem 16 oraz budynek dawnego Komitetu Miejskiego PZPR (obecnie przychodnia). Wzdłuż Alei Wolności poprowadzona jest wydzielona z jezdni linia tramwajowa nr 1, 2 i 3.
Po drugiej wojnie światowej władze miejskie podjęły budowę przedłużenia al. Wolności w stronę południową i al. Kościuszki w stronę północną. W efekcie powstała tzw. oś pracy, wokół której powstać miało nowe centrum Częstochowy, którego zadaniem było zmarginalizowanie dotychczasowego centrum wokół Alej.

## Galeria

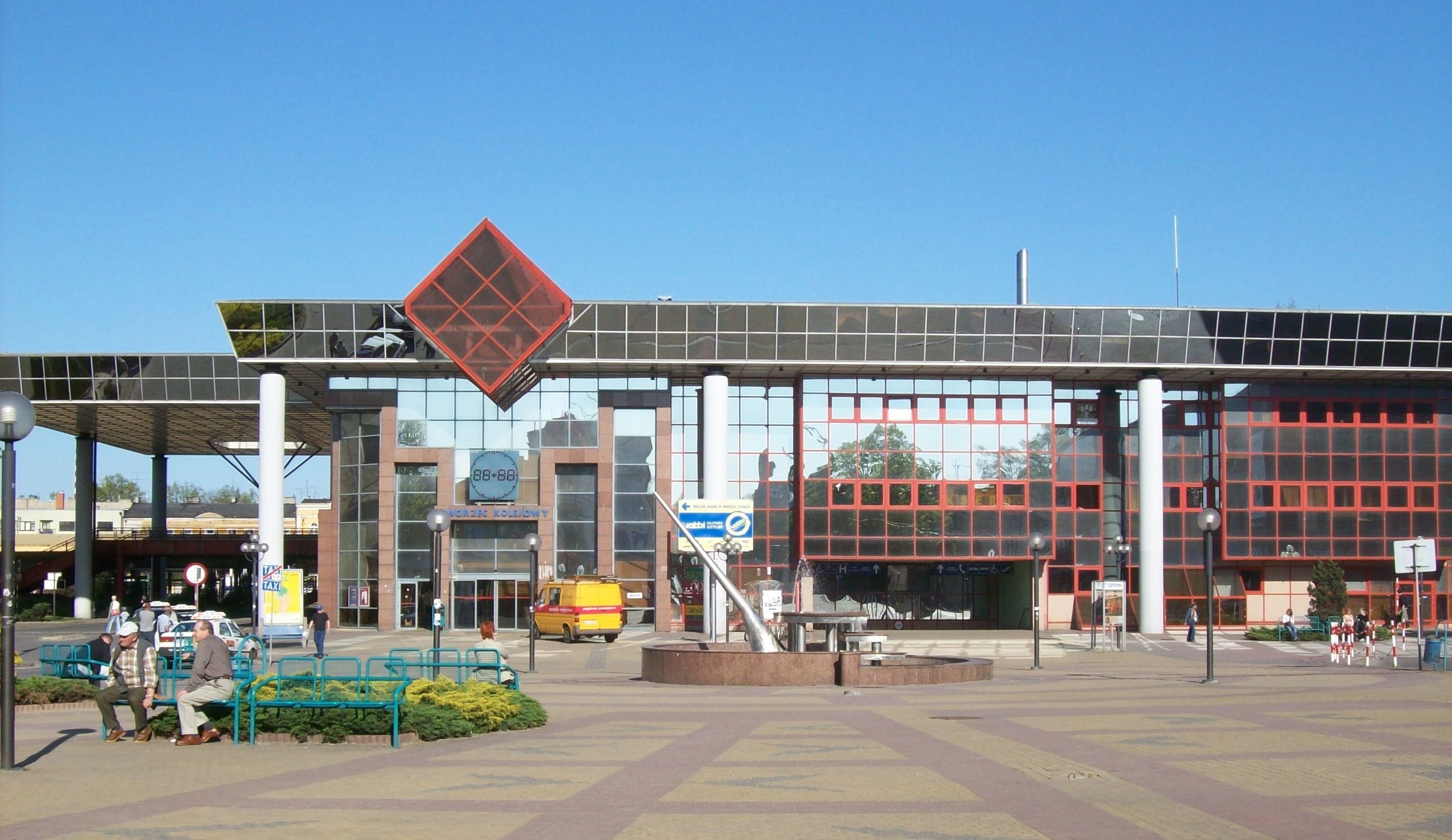
Znajdujący się przy Alei Wolności Plac Rady Europy z Dworcem Głównym PKP
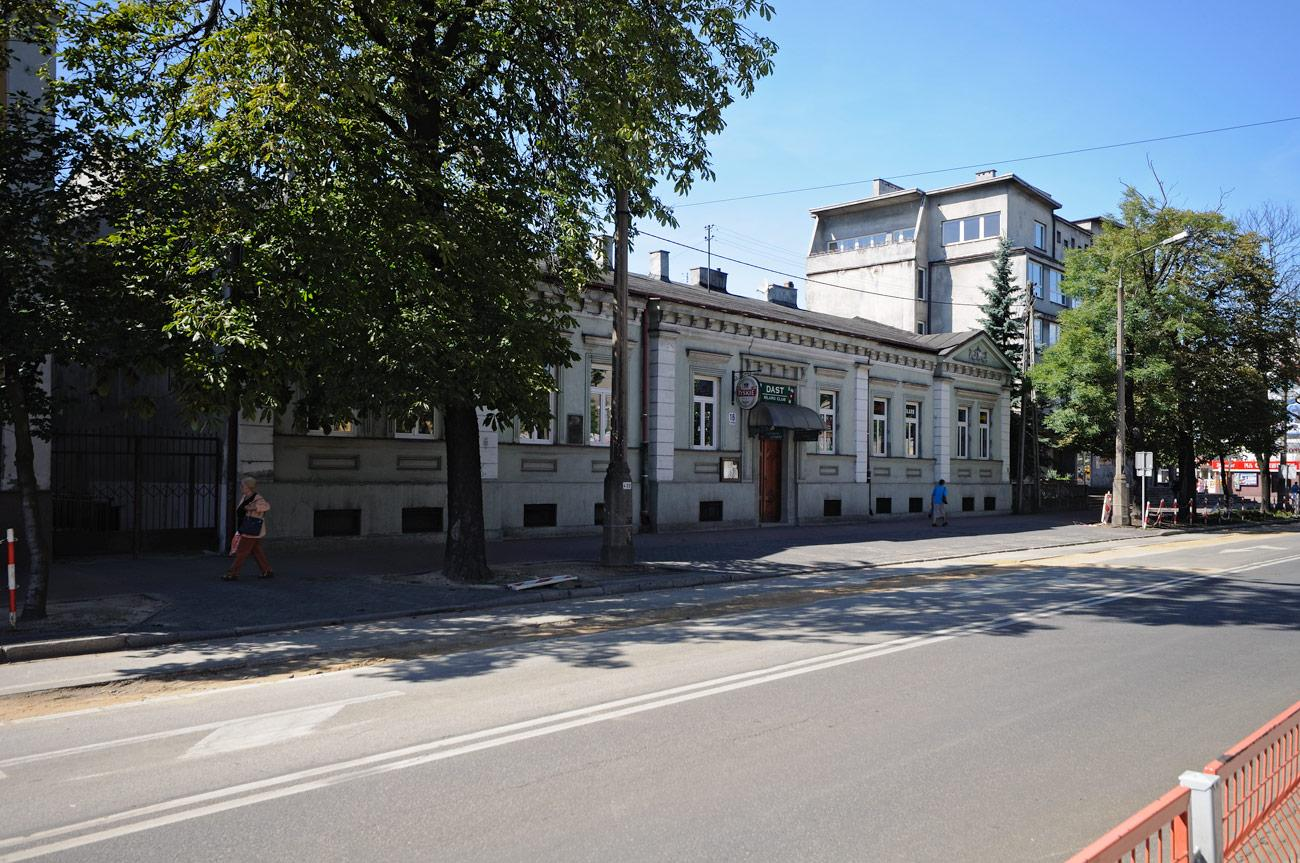
Dom dra Władysława Biegańskiego
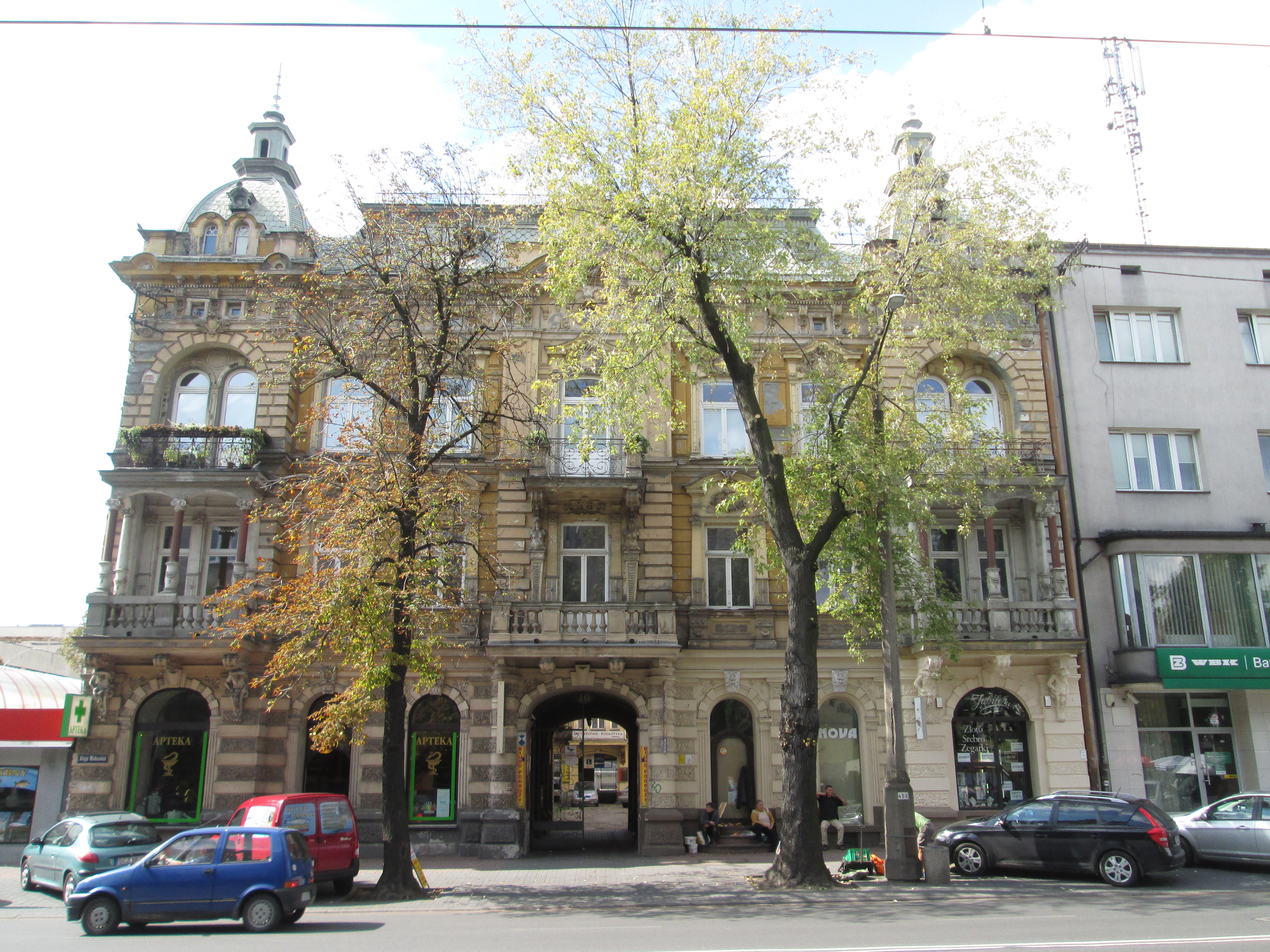
Zabytkowa kamienica z nr 10
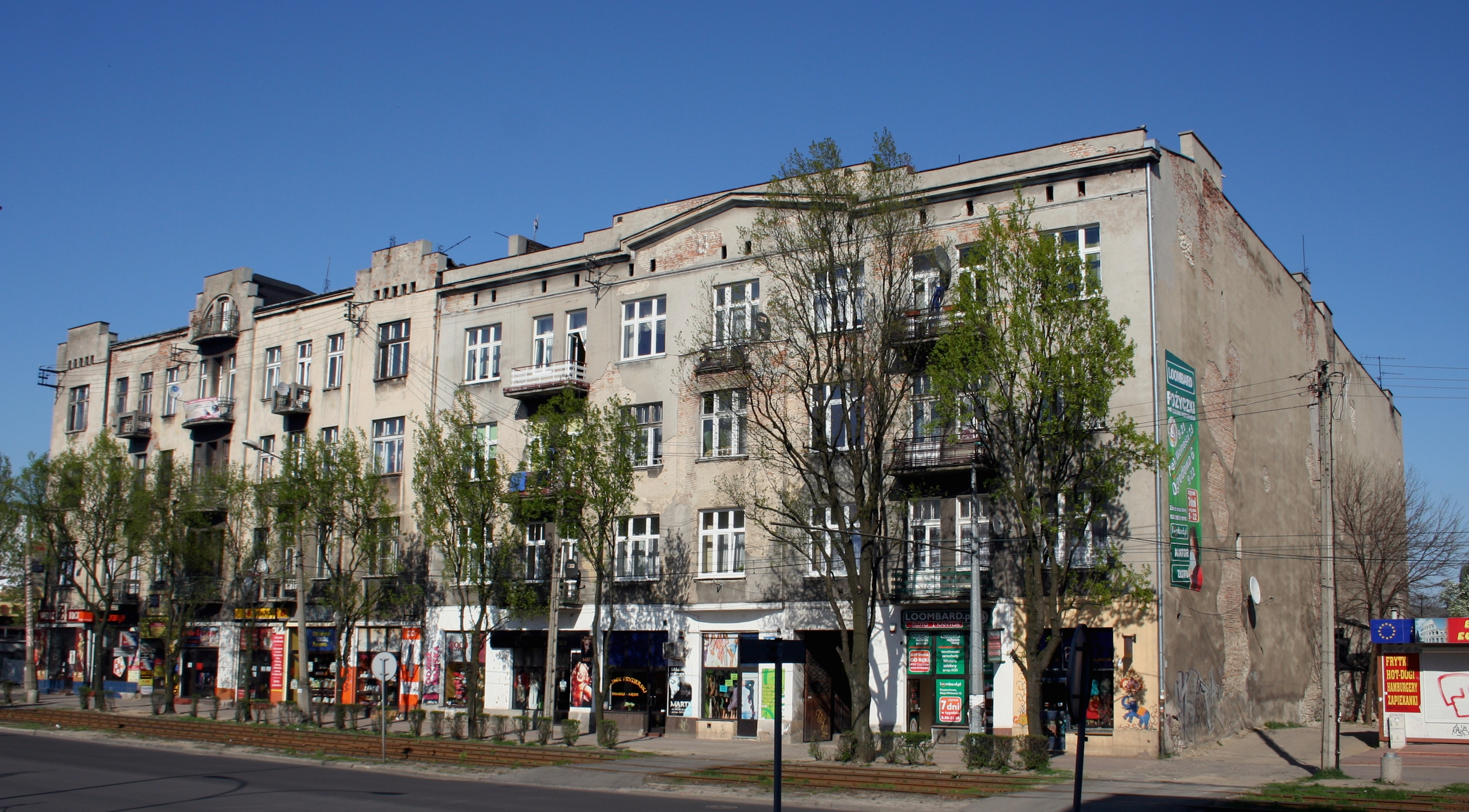
Zabytkowa kamienica z nr 13
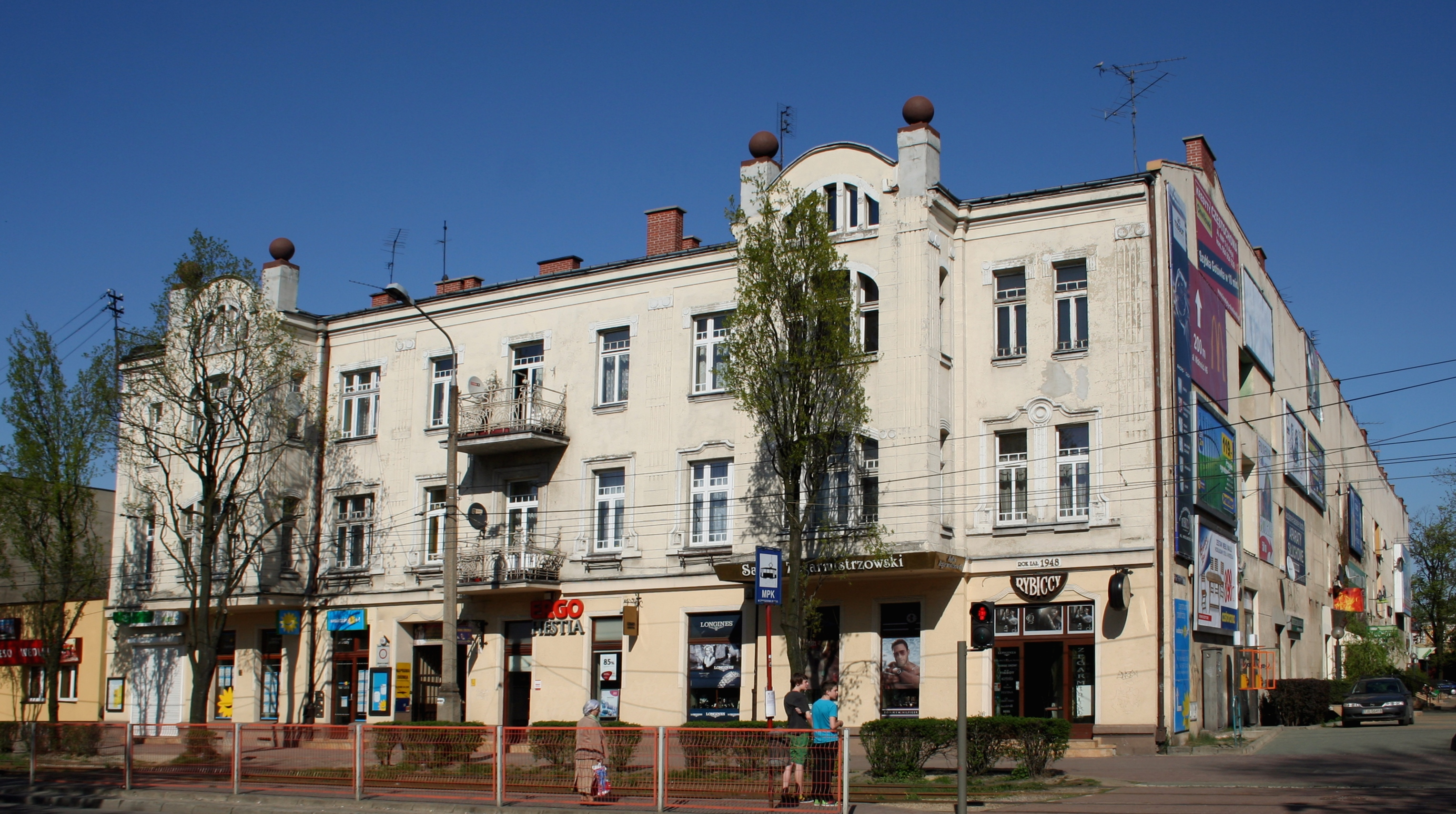
Zabytkowa kamienica z nr 19
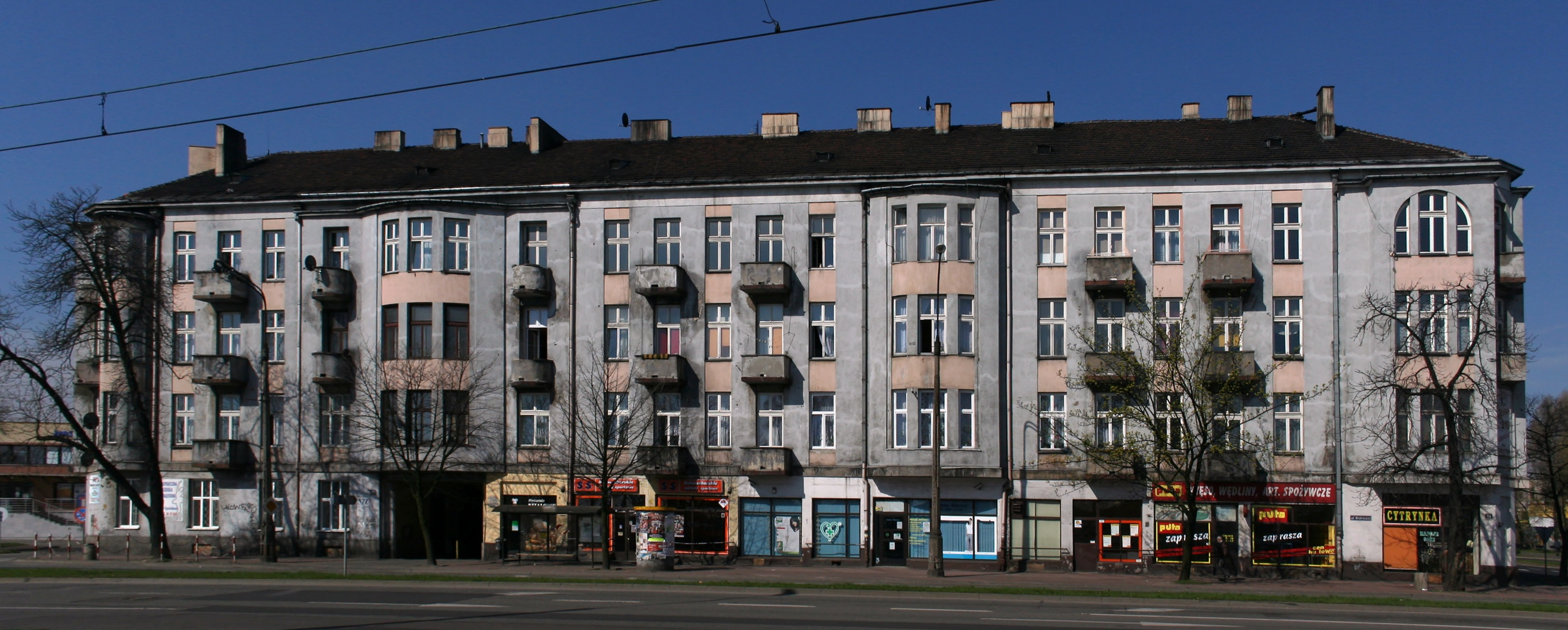
Dom Księcia przy ul. Wolności 44